# Kuorpasaari
Kuorpasaari, nordsamiska: Kuorbâsuálui, är öar i Finland. De ligger i sjön Enare träsk och i kommunen Enare i den ekonomiska regionen Norra Lappland och landskapet Lappland, i den norra delen av landet, 1 000 km norr om huvudstaden Helsingfors. Arean för den av öarna koordinaterna pekar på är 3 kvadratkilometer och dess största längd är 2,6 kilometer i nord-sydlig riktning.